# 安蒂洛普克里克鎮區 (北達科他州麥肯齊縣)
安蒂洛普克里克鎮區（英語：Antelope Creek Township）是位於美國北達科他州麥肯齊縣的一個鎮區。

## 地方資料
安蒂洛普克里克鎮區的面積為93.20平方千米，當中陸地面積為93.10平方千米，而水域面積為0.10平方千米。根據2020年美國人口普查的數據，當地共有人口36人，而人口密度為每平方千米0.39人。